# SolidWorks
SolidWorks là phần mềm thiết kế 3D chạy trên hệ điều hành Windows và có mặt từ năm 1997, và được tạo bởi công ty Dassault Systèmes SolidWorks Corp.,  là một nhánh của Dassault Systèmes, S. A. (Vélizy, Pháp). SolidWorks  hiện tại được dùng bởi hơn 2 triệu kỹ sư và nhà thiết kế với hơn 165,000  công ty trên toàn thế giới.  Lợi nhuận năm 2011 của SolidWorks là 483 triệu dolar.

## Lịch sử
Công ty SolidWorks  được thành lập vào tháng 12 năm 1993  bởi Hirschtick, tốt nghiệp trường MIT nổi tiếng- Massachusetts Institute of Technology; Hirschtick  sử dụng1 triệu $  mà anh ta gây dựng được khi là thành viênMIT Blackjack Team để thành lập công ty.[5]  Trụ sở ban đầu ở Waltham, Massachusetts, USA, Hirschtick  tuyển dụng một nhóm kỹ sư nhằm tạo một phần mềm 3D CAD dễ sử dụng,  giá cả phải chăng,  và có thể tùy biến trên Windows desktop.  Sau này đổi địa chỉ là Concord, Massachusetts, SolidWorks  đã phát hành phiên bản đầu tiên SolidWorks 95,  năm 1995.[6][7]  Năm  1997 Dassault,  Công ty nổi tiếng nhất với phần mềm CATIA, đã mua lại SolidWorks với  310 triệu đô la cổ phiếu.[6]
SolidWorks  hiện tại có một số phiên bản như SolidWorks CAD, eDrawings một công cụ hỗ trợ, và DraftSight,  một sản phẩm 2D CAD.
SolidWorks  được điều hành bởi John McEleney từ 2001 tới July 2007 và Jeff Ray từ 2007  tới tháng 1-2011. CEO  hiện tại là Bertrand Sicot.
| Tên                 | Phiên bản số | Giá trị lịch sử phiên bản | Thời gian phát hành |
| ------------------- | ------------ | ------------------------- | ------------------- |
| SolidWorks 95       | 1            | 46                        | 1995                |
| SolidWorks 96       | 2            | 270                       | 1996                |
| SolidWorks 97       | 3            | 483                       | 1996                |
| SolidWorks 97Plus   | 4            | 629                       | 1997                |
| SolidWorks 98       | 5            | 817                       | 1997                |
| SolidWorks 98Plus   | 6            | 1008                      | 1998                |
| SolidWorks 99       | 7            | 1137                      | 1998                |
| SolidWorks 2000     | 8            | 1500                      | 1999                |
| SolidWorks 2001     | 9            | 1750                      | 2000                |
| SolidWorks 2001Plus | 10           | 1950                      | 2001                |
| SolidWorks 2003     | 11           | 2200                      | 2002                |
| SolidWorks 2004     | 12           | 2500                      | 2003                |
| SolidWorks 2005     | 13           | 2800                      | 2004                |
| SolidWorks 2006     | 14           | 3100                      | 2005                |
| SolidWorks 2007     | 15           | 3400                      | 2006                |
| SolidWorks 2008     | 16           | 3800                      | 2007                |
| SolidWorks 2009     | 17           | 4100                      | 2008                |
| SolidWorks 2010     | 18           | 4400                      | 2009                |
| SolidWorks 2011     | 19           | 4700                      | 2010                |
| SolidWorks 2012     | 20           | 5000                      | 2011                |
| SolidWorks 2013     | 21           | 6000                      | 2012                |
| SolidWorks 2014     | 22           | 7000                      | 2013                |
| SolidWorks 2015     | 23           | 8000                      | 2014                |
| SolidWorks 2016     | 24           | 9000                      | 2015                |
| SolidWorks 2017     | 25           | 10000                     | 2016                |
| SolidWorks 2018     | 26           | 11000                     | 2017                |
| SolidWorks 2019     | 27           | 12000                     | 2018                |
| SolidWorks 2020     | 28           | 13000                     | 2019                |
| SolidWorks 2021     | 29           |                           | 2020                |